# Pölle 50, 51 (Quedlinburg)

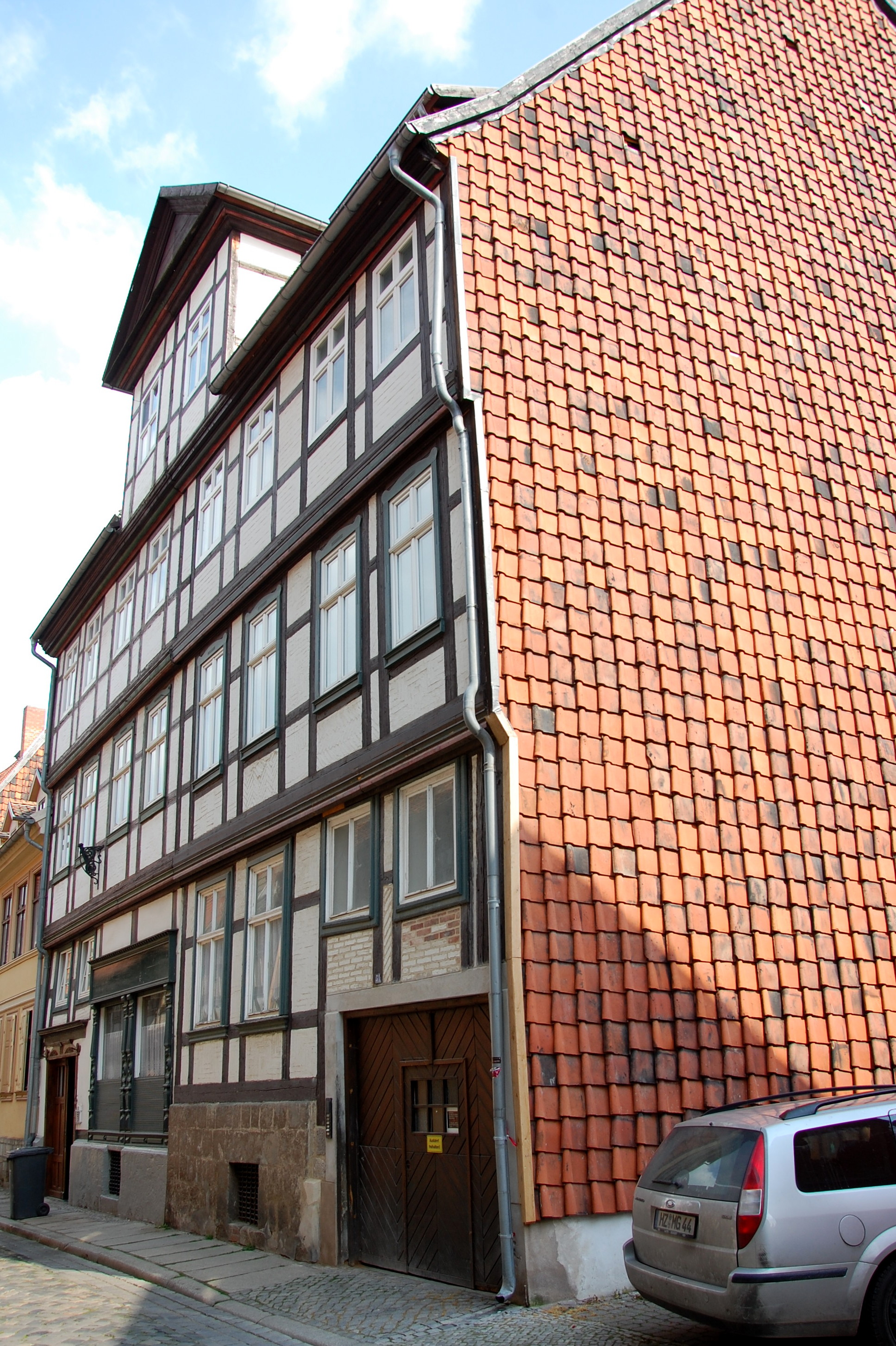
Haus Pölle 50, 51

Das Haus Pölle 50, 51 ist ein denkmalgeschütztes Gebäude in der Stadt Quedlinburg in Sachsen-Anhalt.

## Lage
Es befindet sich im östlichen Teil der historischen Quedlinburger Altstadt auf der Südseite der Straße Pölle und gehört zum UNESCO-Weltkulturerbe. Im Quedlinburger Denkmalverzeichnis ist es als Kaufmannshof eingetragen. Östlich grenzt das gleichfalls denkmalgeschützte Haus Pölle 49 an.

## Architektur und Geschichte
Das große dreigeschossige Wohnhaus entstand in der Zeit um 1760 in Fachwerkbauweise. Der barocke, repräsentative Bau verfügt über ein Zwerchhaus. Die Gefache sind mit Zierausmauerungen versehen. Hofseitig befindet sich eine beschnitzte, etwa 1850 entstandene Tür. Auch eine im Durchgang befindliche Treppe stammt aus dieser Zeit. Um 1900 erhielt das Haus eine Ladenfassade. 